# Bundesamt für Verfassungsschutz
Bundesamt für Verfassungsschutz (BfV) er en efterretningstjeneste, der tager sig af indenrigsanliggender i Forbundsrepublikken Tyskland i modsætning til udenrigsefterretningstjenesten BND. BfV's hovedopgave er at overvåge de anti-konstitutionelle aktiviteter i landet. BfV blev grundlagt i 1950 af Forbundsdagen i det daværende Vesttyskland som følge af den kolde krigs trussel fra kommunismen.
Efterretningstjenesten har hovedkvarter i Köln og er en føderal myndighed under Tysklands indenrigsministerium. Derudover findes 16 uafhængige efterretningstjenester i hver af delstaterne (Landesämter für Verfassungsschutz). Koordineringen mellem de parrallelle tjenester er et tilbagevendende problem, og det har været diskuteret at fusionere dem til én landsdækkende efterretningstjeneste, men forslaget har mødt stærk politisk modstand idet man ønsker at bevare det føderale princip.
Den vigtigste opgave for Verfassungsschutz er at overvåge organisationer, der opfattes som en trussel mod det frie demokrati. Selv om Verfassungsschutz anvender alle typer af overvågningsteknologi og infiltration bygger størstedelen af efterretningerne på publikationer fra de observerede organisationer. Informationen samles i årlige rapporter, kaldet Verfassungsschutzberichten, som offentliggøres. Dog tilgår der regeringen mere detaljerede og hemmeligstemplede rapporter. Verfassungsschutz har ingen politimyndighed, og er således afhængig af politiet eller statsadvokaterne for at forfølge strafbare forhold.
Regeringen (den føderale eller den enkelte delstats) afgør suverænt, hvilke organisationer, der skal under overvågning. Aktuelt drejer det sig blandt andet om hhv. venstre- og højreekstremistiske partier som Die Linke og NPD. Disse partier og mange andre grupper anklager Verfassungsschutz for at være et meningspoliti, som de herskende grupper anvender til at undertrykke politisk opposition.
Organisationerne, der overvåges af Verfassungsschutz falder indenfor fire hovedgrupper:
- Venstreekstremistiske partier, grupper og bevægelser (inkl. Die Linke, Attac, Indymedia, Berlin "Sozialforum")
- Højreekstremististike grupper (primært nynazister samt partierne NPD og Deutsche Volksunion)
- Udenlandske terrororganisationer i Tyskland (primært muslimske ekstremister)
- Scientologi (opfattes som en autoritær, antidemokratisk kommerciel organisation, og ikke som en religion)